# Stift Ardagger
Das Stift Ardagger ist ein ehemaliges Kollegiatstift in Ardagger in der nach dem Stift benannten Katastralgemeinde Ardagger Stift im Bezirk Amstetten in Niederösterreich.

## Geschichte

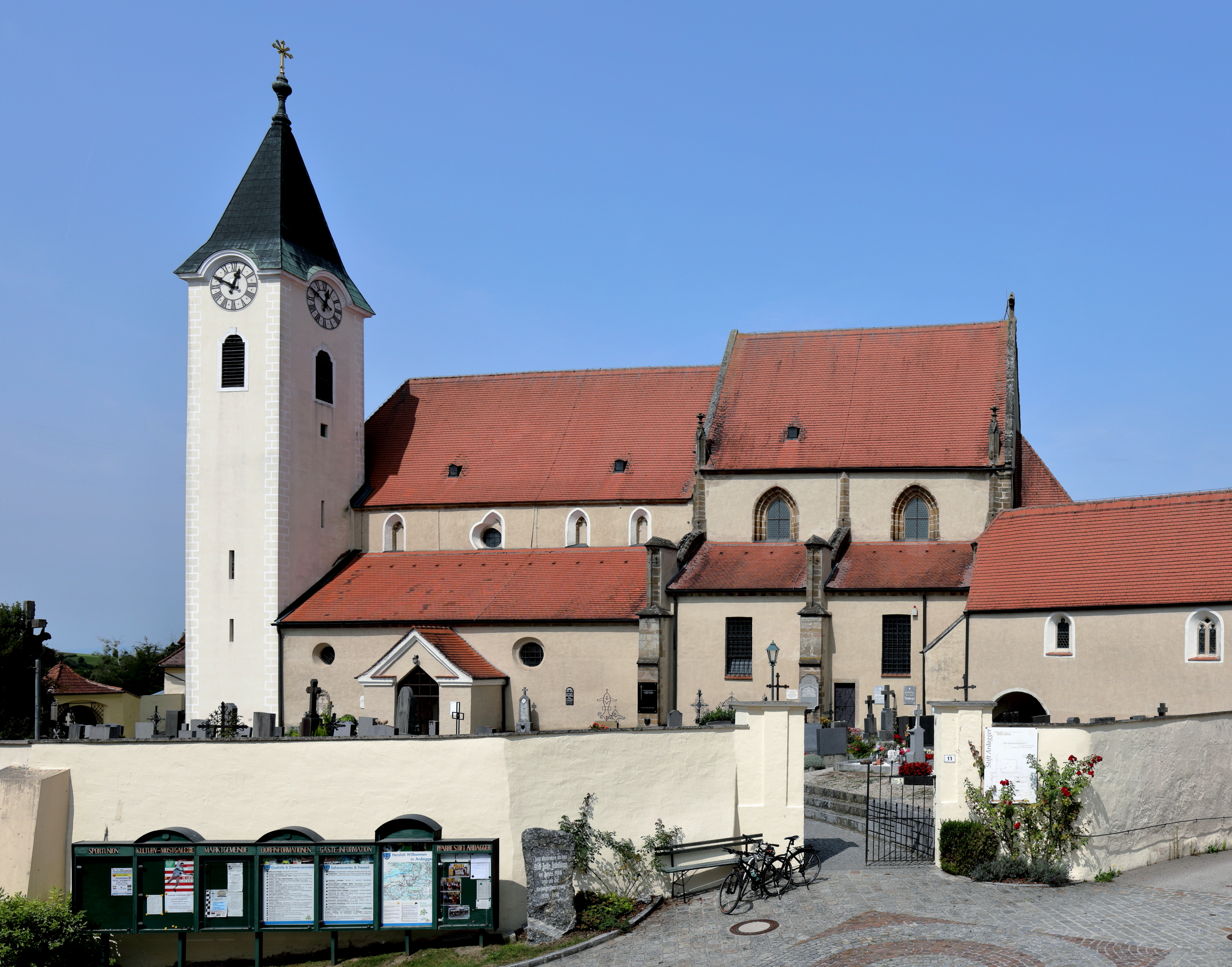
Stiftskirche in Ardagger

### Stiftung und Weihung
Im Jahr 823 wurden in der Urkunde Confirmatio Lucovici Pii erstmals zwei Kirchen in Ardagger erwähnt. Am 7. Jänner 1049 übergab Kaiser Heinrich III das Gebiet in und um Ardagger an das Hochstift Freising (Bischof Nitker von Freising) zur Errichtung und Erhalt eines Kollegiatstiftes zu Ehren der heiligen Margaretha. Die feierliche Weihung der Kirche erfolgte bereits am 4. September 1063, bei welcher die bedeutendsten Männer des Reiches anwesend waren: Erzbischof Anno von Köln, Erzbischof Adalbert von Bremen, Erzbischof Siegfried Graf Eppenstein von Mainz, Bischof Ellenhard von Freising, sowie 24 weitere hochrangige Geistliche.

#### Gründungssage
Der lokalen Sage nach habe sich der Kaiser, begleitet von seiner Gemahlin Agnes von Poitou, auf der Jagd befunden, als diese im tiefsten Walde von Geburtswehen überrascht wurde. In dieser misslichen und hilflosen Lage gelobte die Kaiserin, anstatt der dortigen Waldkapelle zu Ehren der hl. Margareta, eine Kirche samt Kloster zu stiften, wenn die bedrohliche Stunde vorüber gehe und das Kind gesund und wohlauf das Licht der Welt erblicke. Die Sage will es, dass ihr Gebet erhört und das Kind auf den Namen Margarita getauft wurde.

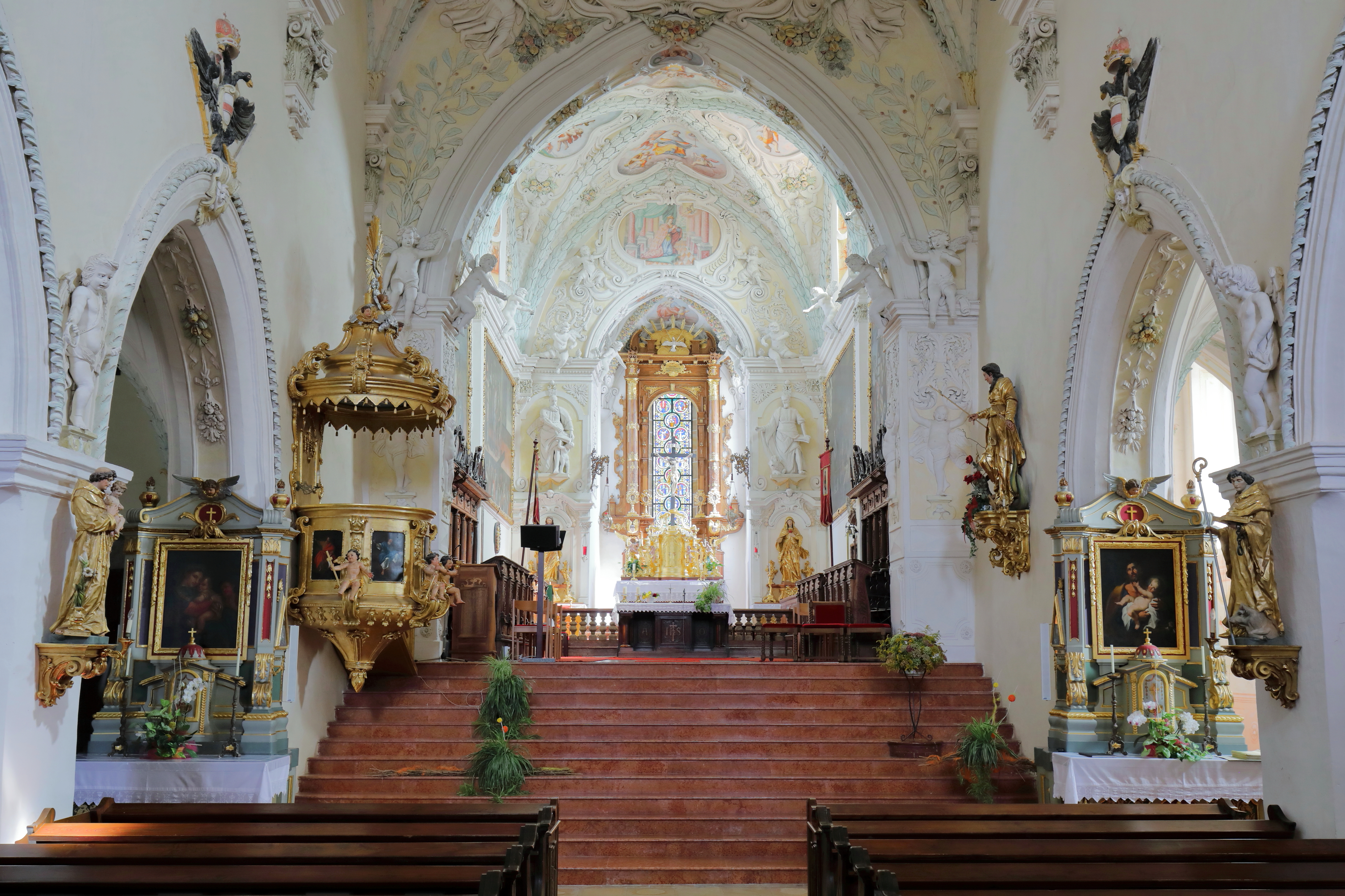
Innenansicht mit dem erhöhten Chor

Bei der ersten schriftlichen Erwähnung der Gründungssage aus dem Jahre 1667 handelt es sich um ein Manuskript mit vier Miniaturgemälden, darunter auch eine Abbildung der Stiftskirche und Propstei. Diese Illustration wurde im Auftrag von Propst Melchior von Pergen als Geschenk an Kaiser Leopold I. anlässlich der bevorstehenden Entbindung seiner Gemahlin Margareta Teresa angefertigt und befindet sich heute in der Österreichischen Nationalbibliothek. Die Überlieferung der Gründung findet jedoch das ganze Mittelalter hinweg keine schriftliche Erwähnung und auch in Kunstwerken keinen Niederschlag, sodass hier wohl nicht von einem tatsächlichen historischen Hintergrund auszugehen ist. Es existieren einige Versionen der Gründungssage, welche sich vor allem durch den Kindesnamen voneinander unterscheiden.

### Weitere Entwicklung
Die ersten zwei Jahrhunderte nach der Gründung florierte das Stift auch dank der landesfürstlichen Privilegien, welche ihm unter anderem das Abhalten von wöchentlichen Markttagen erlaubte, gut. Der Markttag zum Fest der Kirchenpatronin, der hl. Margaretha, erstreckte sich sogar über mehrere Tage. Diese weitgehend friedliche und ungestörte Epoche endete für das Stift mit dem Einfall des Heeres Ludwigs, Sohn des Bayernherzogs Otto II, in das heutige Oberösterreich. Die Streifzüge von kleineren Gruppen seines Heeres nach Niederösterreich reichten auch nach Ardagger. Die Soldaten brachen das Sacrarium auf und entwendeten wertvolle Gefäße und Paramente. Auch zahlreiche Schriften inklusive der verbrieften Privilegien des Stiftes wurden geraubt oder vernichtet. Der damalige Propst Leopold, welcher als Hofkaplan bei der Königin Margarete hohes Ansehen genoss, erwirkte später die teilweise Wiedergutmachung des Schadens und die Wiederherstellung der ursprünglichen Privilegien. Urkundlich tritt das Stift hauptsächlich durch die zahlreichen Seelgerätstiftungen und anderen Zuwendungen bzw. Kaufverträgen in Erscheinung.
Demnach verstrichen weitere zwei Jahrhunderte relativ friedlich und ohne besondere Ereignisse bis in der zweiten Hälfte des 15. Jahrhunderts die Söldner des Jörg von Stein sich in der Nähe von Ardagger in Ybbs und Aschbach festsetzten und das umliegende Land verwüsteten. Dies hatte vor allem auf den Wochenmarkt und damit auf eine für das Stift wichtige Einkommensquelle eine verheerende Auswirkung, da Käufer wie auch Verkäufer diesem fernblieben. Auch der Einfall des Matthias Corvinus im späten 15. Jahrhundert in Niederösterreich belastete das Stift. Es musste ihm 1482, wie auch andere Märkte und Städte, huldigen und eine beträchtliche Brandsteuer entrichten. Trotz finanzieller Verluste wurde in der inkorporierten Pfarre Stephanshart mit dem Bau einer neuen Kirche begonnen, welche 1487 eingeweiht wurde.
Wirklich existenzbedrohend für das Stift wurde die Lage dann im 16. Jahrhundert. Die Lehren Luthers erreichten auch Ardagger und fanden unter manchem Chorherrn und Vikar regen Zuspruch. Dies führte sogar so weit, dass die Vikare von Stephanshart und Zeilern öffentlich heirateten. Bei der Türkenbelagerung Wiens 1529 wurde auch das Stift von den Streifscharen heimgesucht. Stift, Kirche und Häuser der Kanoniker wurden geplündert und in Brand gesteckt. Die Kirche erlitt erheblichen Schaden durch den Einsturz des Gewölbes. Die im darauffolgenden Jahr von Erzherzog Ferdinand I erhobene „Türkensteuer“ kostete dem Stift den für ihn so wichtigen Markt Ardagger, sowie aller Besitzungen jenseits der Donau. Die 1539 eingehobene Steuer zur Erneuerung der Wiener Universität belastete das bereits finanziell angeschlagene Stift weiter, sodass die Zahl der Chorherren auf zehn reduziert wurde, um den verbliebenen Chorherren ihre Präbenden zu sichern. Die schlechte soziale Lage der Bauern und die daraus resultierenden Bauernaufstände in Niederösterreich überstand das Stift dagegen relativ unbeschadet. Die Aufständischen begnügten sich mit Wein und Geld. Am 18. Februar 1597 unterzeichnete auch Stift Ardagger den Revers zu Amstetten, um eine „Friedenseinigung“ zu erzielen.

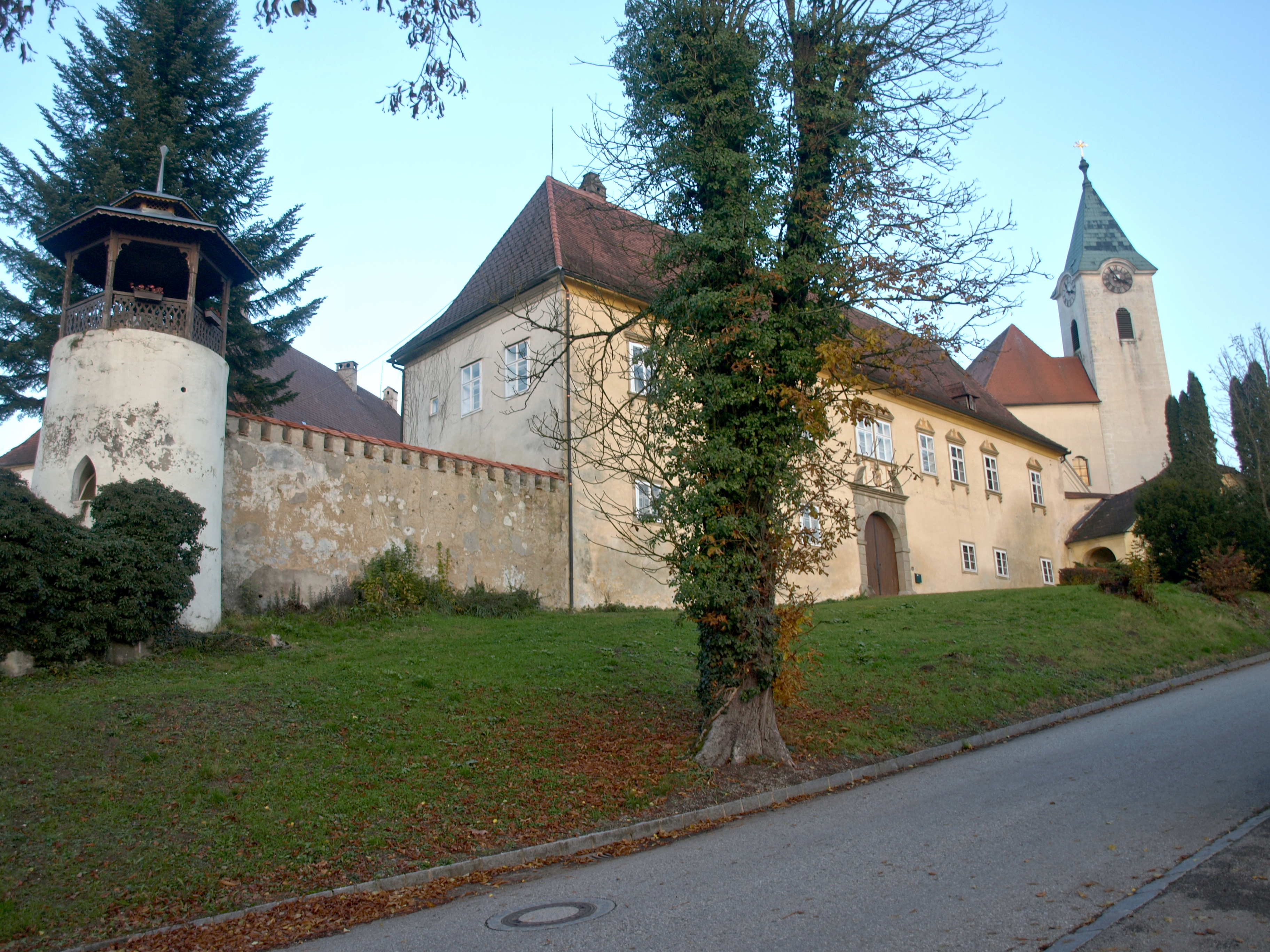
Ehemalige Propstei

Unter Propst Melchior von Pergen wurde das Stift, dessen Zahl an Chorherren sich im Laufe der Zeit immer weiter reduzierte, im Jahre 1662 endgültig in eine Realpropstei umgewandelt. Die Aufgaben am Stift und an den inkorporierten Pfarren wurden ab da nur mehr von Vikaren wahrgenommen und deren Anzahl auf 6 festgelegt. Bis zur Auflösung von Stift Ardagger wurde die Propstwürde zusehends an Mitglieder des österreichischen Adels zur Einkommensaufbesserung vergeben. Im Zuge der Reformen Kaiser Josephs II und der Errichtung der Diözese St. Pölten wurde Stift Ardagger im Jahr 1784 aufgehoben. Die Stiftsgüter und Ländereien wurden aber von der Staatsgüteradministration dermaßen schlecht verwaltet, sodass diese in einer Versteigerung im Jahr 1811 an Graf Alois Geneco verkauft werden mussten. Der Käufer verpflichtete sich jedoch, als Patron der Stiftskirche und der zugehörigen Pfarren für deren Instandhaltung zu sorgen, erhielt im Gegenzug aber auch ein Präsentationsrecht auf den Pfarrer. Die ehemaligen Stiftsgüter und zugehörigen Liegenschaften wechselten in weiterer Folge mehrfach den Besitzer und befinden sich seitdem in Privatbesitz: 1837 kamen diese an Josef Gyay, noch im selben Jahr an Natalie Edle von Löwenberg und 1842 an Matthias Constantin Capello Reichsgraf von Wickenburg-Stechinelli. Dieser war Gouverneur der Steiermark und Schöpfer des Kurortes Bad Gleichenberg. Ab 1861 stellte die Familie Eltz, ab 1917 die Familie Ita die Guts- und Patronatsherren von Ardagger.
Das Patronat selbst wurde zusehends durch Einigungen zwischen den Eigentümern und der Kirche abgelöst. Nach dem Tod des letzten Propstes Josef Franz von Auersperg 1795 wurde Stift Ardagger auch formal in eine Titularpropstei umgewandelt. Der Titel „Propst von Ardagger“ wird bis heute noch von der Diözese St. Pölten an verdiente kirchliche Würdenträger verliehen. Aktuell trägt Propst Raimund Breiteneder diesen Titel. Die Seelsorge der Pfarre Stift Ardagger wird von Herrn Mag. Gerhard Gruber durchgeführt.

## Stiftskirche und Ausstattung
(Quellen:)

### Baugeschichte

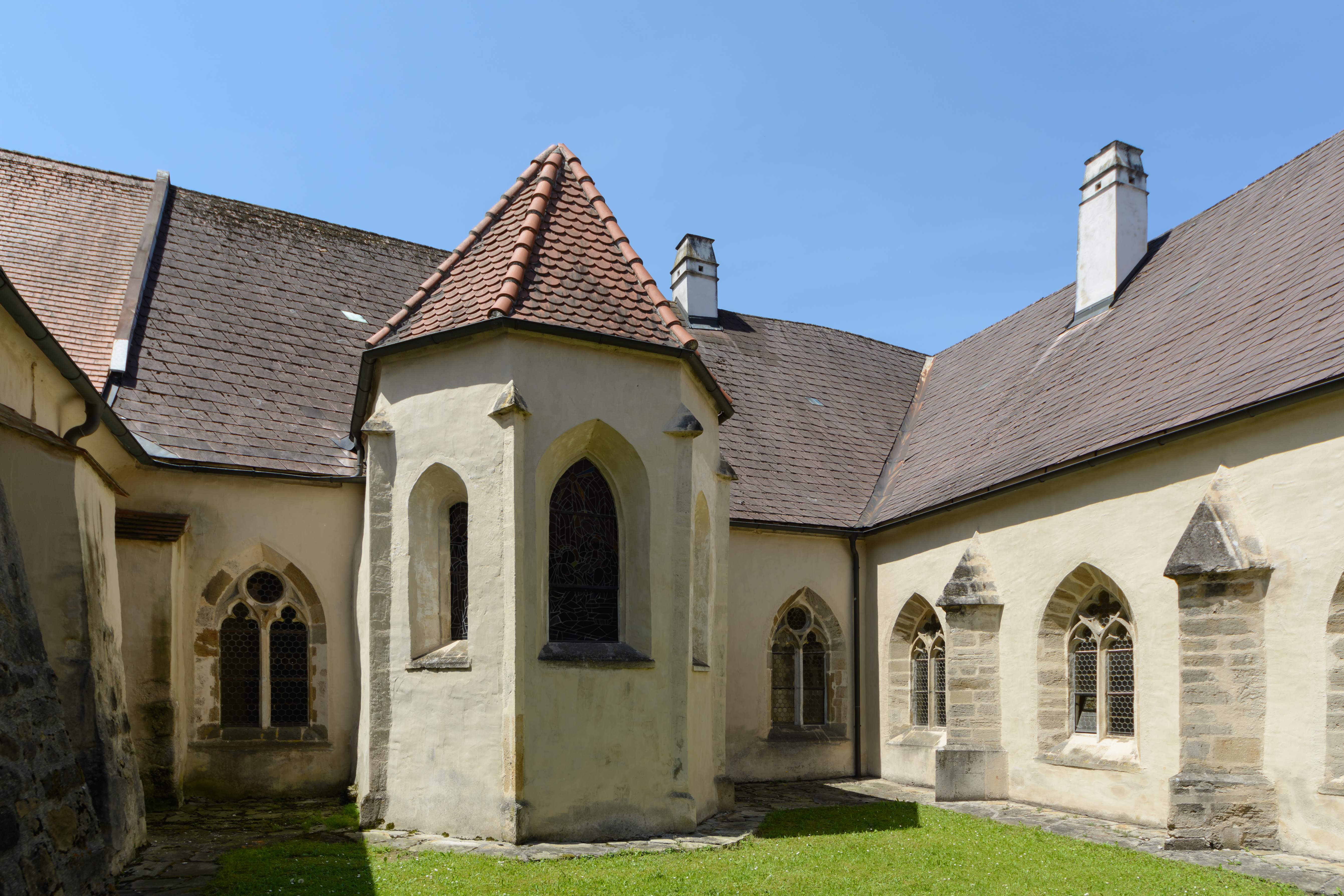
Kreuzgang mit Dreikönigskapelle

Der ursprüngliche Bau aus dem 11. Jahrhundert war eine dreischiffige, flach gedeckte frühromanische Pfeilerbasilika und ist noch teilweise in den Umfassungsmauern erhalten. Unter Propst Heinrich, welcher um 1224 bis 1240 Propst von Stift Ardagger sowie Passauer Dompropst war, erfolgte der Neubau der Kirche als spätromanische dreischiffige Basilika mit erhöhtem Chor und darunterliegender Krypta. Die ehemalige Flachdecke des Langhauses wurde erst zwischen 1567 und 1584 durch ein Kreuzgewölbe ersetzt, sowie der Boden auf das heutige Niveau angehoben. Das auch von Propst Heinrich gestiftete Margaretenfenster (1230–40) ist die älteste figürliche Glasmalerei Österreichs und zeigt ihn im unteren Rundmedaillon des Fensters mit einem Kirchenmodell der geplanten dreischiffigen Basilika mit zwei hohen Westtürmen. Diese wurden aber so nie gebaut. Der zur Ausführung gebrachte niedrige Kirchturm wurde 1780 erhöht, konnte jedoch das zusätzliche Gewicht nicht tragen. Er musste abgetragen und 1804 in der heutigen Gestalt neu errichtet werden.
Im 14. Jahrhundert erhielt die Kirche zahlreiche Umbauten im Stile der Gotik. Diese treten sowohl im Chor als auch im Langhaus und an den Strebepfeiler mit krabbenbesetzten Fialen und abschließenden Kreuzblumen in Erscheinung. An den gotischen Spitzbogenfenstern im Chor und Langhaus, der Sakramentsnische hinter dem linken Chornebenaltar, dem Westportal, sowie an dem Kreuzrippengewölbe der alten Sakristei, ist diese Stilepoche an der heutigen Stiftskirche gut sichtbar. Die bereits erwähnten Spitzbogenfenster wurden bei der Neueinwölbung des Langschiffes zugemauert, da das neue Gewölbe niedriger als das ursprüngliche höhere Gotische war. Diese wurden im Zuge der Restaurierung 1996 als Blindfenster wieder freigelegt.
Im 17. Jahrhundert erfuhr der Kirchenbau umfangreiche barocke Veränderungen unter Propst Caspar Stredele und seinem Nachfolger Propst Melchior von Pergen. Ein Großteil der heutigen Innenausstattung, wie das Chorgestühl, der 14 Nothelferaltar, sowie die Errichtung der Orgel und Kanzel fallen in diese Zeit. Auch die weitgehend erhaltene Stuckierung und Freskierung des Gewölbes in Hochchor und Langhaus wie auch der Dreikönigskapelle im Kreuzgang, verdankt Stift Ardagger dieser Bauperiode. Die vier großen Ölgemälde an den Seitenwänden des Chores sind zeitgleich mit den Fresken entstanden.
Abgesehen von der bereits erwähnten Neuerrichtung des Turmes erfolgten nach der Stiftsaufhebung 1784 nur mehr kleinere Um- und anbauten, welche vor allem die Vorbauten für das West- und Südportal und diverse Fenster- bzw. Türdurchbrüche betrafen. Die letzte große Renovierung wie auch zahlreiche Gebäudesicherungsmaßnahmen aufgrund der mangelnden Fundamentierung wurden 1996 durchgeführt.

### Margarethenfenster

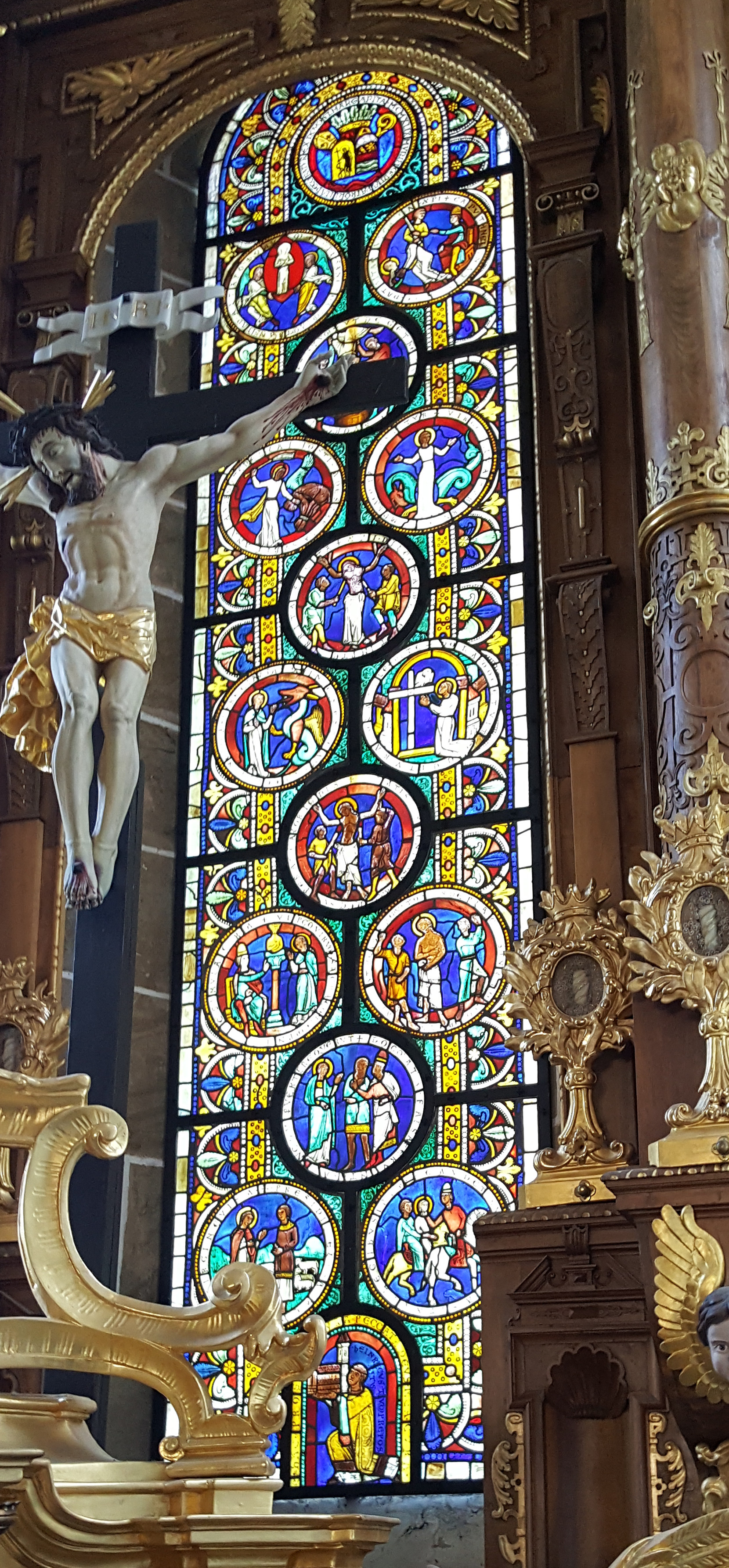
Margarethenfenster

Das wohl bedeutendste Kunstwerk in der Stiftskirche ist das Margarethenfenster. Es ist um 1234 im Zuge der spätromanischen Bauphase entstanden und befindet sich im östlichen hohen, rundbogigen Achsenfenster der rechteckigen Apsis. Auch ist es das einzige fast vollständig erhaltene Glasgemälde mit szenischen Darstellungen dieser Zeit in Österreich und ist neben einem Fenster im Chorumgang der Kathedrale von Chartres das früheste bekannte Beispiel eines hagiographischen Zyklus der hl. Margareta. Bis auf ein verlorengegangenes Medaillon, dem erneuerten oberen Abschluss und einer in infolge von Restaurierungen des 19. Jahrhunderts nicht mehr ursprünglichen Anordnung, hat sich das Fenster bis heute unbeschadet und am ursprünglichen Platz erhalten. Im Jahr 1944 wurde das Fenster zum Schutz vor Kriegsschäden zugemauert, da nach Intervention in Ardagger ein Ausbau und eine damit einhergehende mögliche Beschädigung zu riskant war. Diese Entscheidung war, rückblickend betrachtet äußerst positiv für Stift Ardagger, weil ansonsten wohl das Fenster in den Wirren gegen Kriegsende verloren gegangen wäre.
Die 14 Kreismedaillons (ursprünglich 15) stellen Szenen aus der Märtyrerlegende der hl. Margareta dar. Jedes Medaillon wird von einer erklärenden in leoninischen Versen abgefassten Umschrift eingerahmt. Das erste Medaillon, die sogenannte Stifterscheibe, zeigt den Bauherrn Propst Heinrich mit dem Modell der wohl ursprünglich geplanten Basilika mit Doppeltürmen. Der obere Abschluss dürfte vor 1857 verlorengegangen sein und wurde 1949 im Zuge der 900-Jahr-Feier mit der Darstellung des Wappens der Patronatsherren der Stiftskirche neu ergänzt.
Die einzelnen Scheiben (von unten nach oben) stellen folgende Wegpunkte der Märtyrerlegende der hl. Margareta dar:
1. Stifterscheibe
2. Margareta auf der Weide mit dem Boten des Olibrius
3. Margareta wird von Olibrius entführt
4. Margareta wird zum Götzendienst beredet
5. Margareta verweigert die Götzenanbetung
6. Margareta wird mit Ruten geschlagen
7. Margareta wird mit Haken zerfleischt
8. Erscheinung des Drachen
9. Margareta entsteigt dem Drachen
10. Erscheinung von Kreuz und Taube im Kerker
11. Margareta besiegt den Dämon
12. Margareta wird mit Fackeln gebrannt
13. Margareta wird ins Wasser getaucht
14. Enthauptung der hl. Margareta
15. Zwei Engel tragen Margareta's Seele in den Himmel

### Krypta

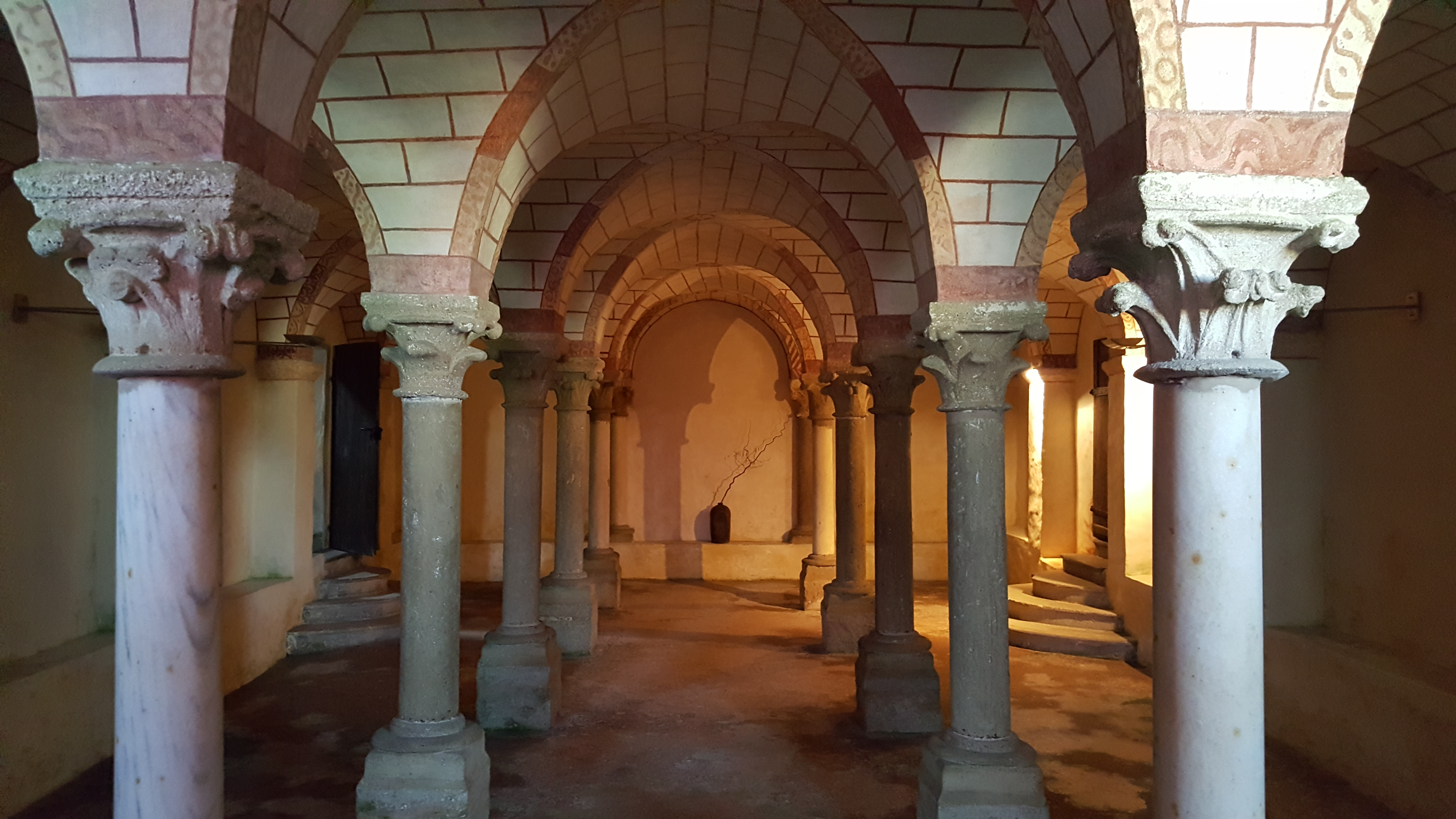
Krypta

Die noch aus dem spätromanischen Bau des 13. Jahrhunderts erhaltene Krypta befindet sich unter dem Hochchor und ist über zwei Stufenabgänge vom südlichen sowie nördlichen Seitenschiff aus zugänglich. Es handelt sich hierbei um eine dreischiffige sechsjochige Hallenkrypta mit 14 Säulen und bemerkenswerten Knospenkapitellen, welche das Kreuzgratgewölbe tragen. Die Deckenfärbelung mit gemalter Quaderung in rot und weiß stammt noch aus dem Mittelalter.

### Hochaltar
Der Hochaltar datiert laut einer Inschrift in das Jahr 1627 und wurde in seiner jetzigen Form erst wieder 1996 als Abschluss der Generalsanierung der Stiftskirche wieder aufgestellt. Er war ursprünglich niedriger und in dessen Mitte war die Figur der hl. Margareta aufgestellt, welche sich heute gegenüber der Kanzel befindet. Um den Blick auf das dahinterliegende Margarethenfenster weiterhin zu ermöglichen, wurde der Altar um ca. 1,20 m nach oben gestreckt.

### Chorgestühl
Das prächtige Chorgestühl mit reichen ornamentalem Dekor datiert, wie der Hochaltar, ebenfalls in das Jahr 1627.

### Fresken und Stuck

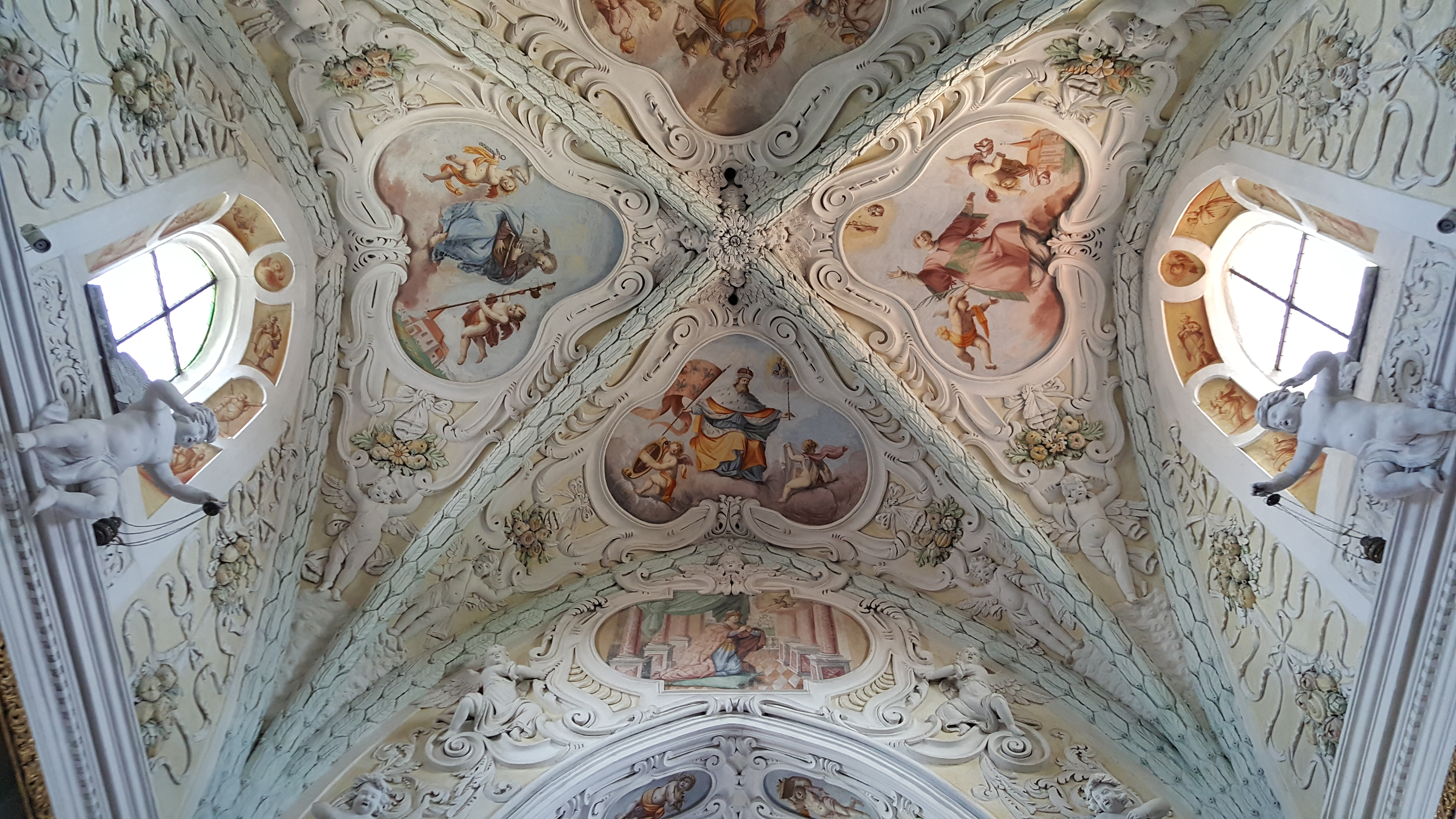
Fresken und Stuck im Hochchor

Die weitgehend erhaltene Stuckierung und Freskierung des Gewölbes in Hochchor und Langhaus, sowie der Dreikönigskapelle im Kreuzgang stammt aus dem 17. Jahrhundert und geht auf umfangreiche barocke Veränderungen unter Propst Caspar Stredele und seinem Nachfolger Propst Melchior von Pergen zurück. Die mit 1678 datierten Stukkaturen werden Giovanni Battista Colombo aus Lugano zugeschrieben. Die Fresken sind mit IMF monographiert und wahrscheinlich das Werk von Jacopo Antonio Mazza. Sie zeigen unter anderem das Martyrium der hl. Margareta, sowie die vier dem Stift inkorporierten Pfarren Stephanshart, Zeillern, Kollmitzberg und Markt Ardagger. Die vier großen Ölgemälde an den Seitenwänden des Chores sind zeitgleich mit den Fresken entstanden und wahrscheinlich auch vom selben Künstler.

### Nothelferkapelle
Im rechten Seitenschiff befindet sich die Nothelferkapelle mit frühklassizistischer Wandmalerei und dem im Jahr 1778 entstandenen Altar mit der Darstellung der Vierzehn Nothelfer, sowie der heiligen Margareta in der Bildmitte. Gekrönt wird das Bildnis von Maria auf den Wolken. Seitlich des Altarbildes stehen die Figuren der Eltern Mariens – der heilige Joachim und die heilige Anna. Weiter unten ist die Darstellung der Pietá und der schmerzhaften Muttergottes in einer Schnitzgruppe vereint zu sehen. In der Kapelle befindet sich auch das neuneckige Taufbecken.

### Kreuzgang

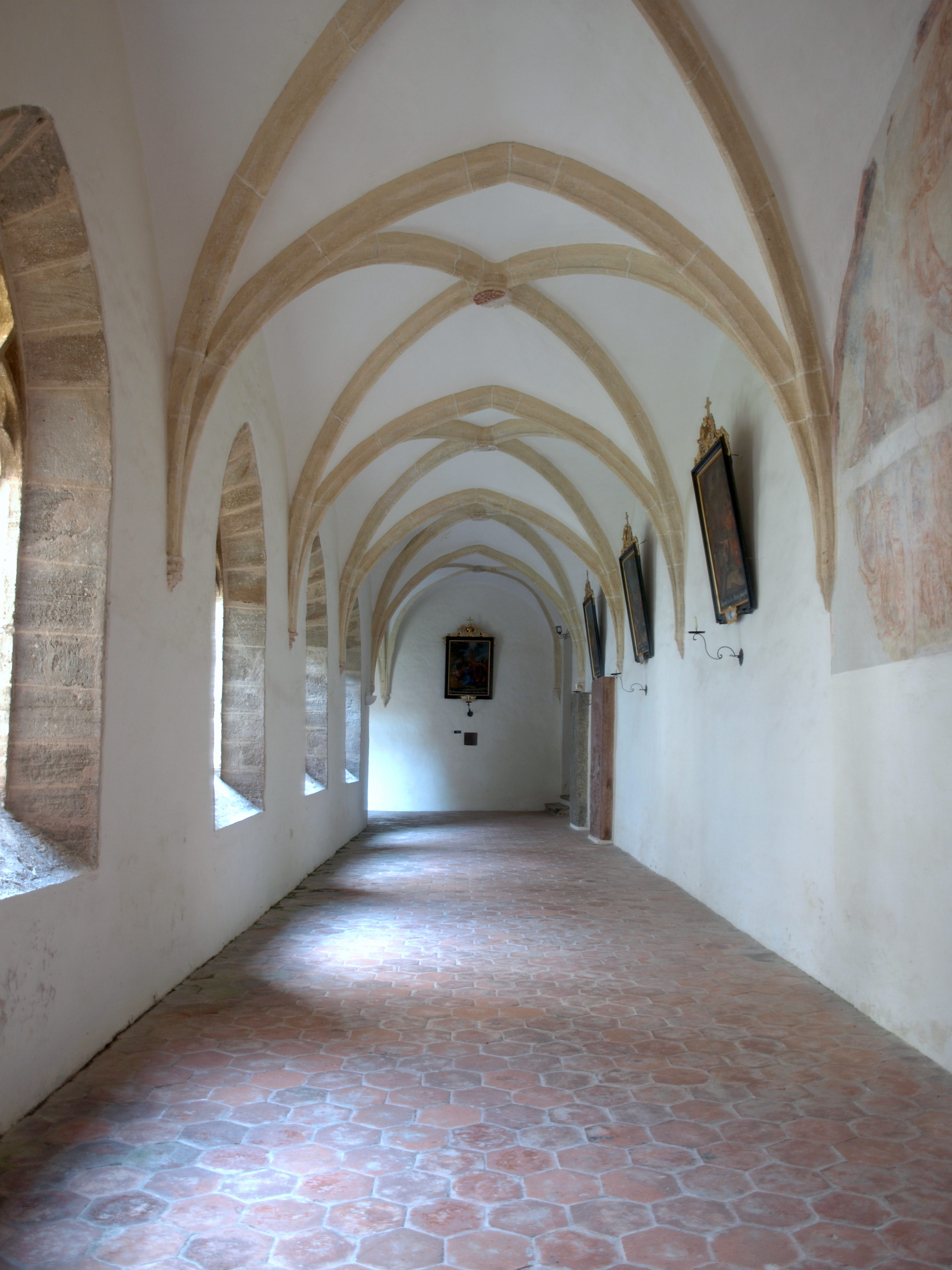
Kreuzgang

Der mittelalterliche Kreuzgang entstand um 1400 und diente als Verbindung zwischen Stiftskirche und den nördlich angrenzenden Stiftsgebäuden bzw. Räumlichkeiten und der Propstei. Dieser ist kreuzrippengewölbt und besitzt interessante figurale Rippenkonsolen und Schlusssteine sowie zweiteilige Maßwerkfenster. Im Nordflügel haben sich noch zwei frühgotische Freskenfelder mit einer Darstellung des Apostelcredos als Rötelvorzeichnung erhalten und datieren in die 1440er Jahre. Die im Westflügel angebaute Dreikönigskapelle in der Art eines sonst üblichen Brunnenhauses ließ 1410 Chorherr Paul von Mautern errichten. Die heutige Ausstattung der Kapelle mit Stukkaturen und Fresken erfolgte gemeinsam mit der Stiftskirche im Jahre 1678, wobei im Zuge der Restaurierung in den 1950er Jahren die Glasmalereifenster und Teile der verlorengegangenen Fresken neu, stilistisch den barocken nachempfunden, ergänzt wurden. Hinweise auf ein auch übliches Kapitelhaus, dass oft an den Kreuzgang angeschlossen war, konnten in Stift Ardagger bis dato nicht gefunden werden.

### Grabsteine und Totenschild
In der Stiftskirche selbst sowie im Kreuzgang sind einige der hervorragenden Grabsteinplastiken der Pröpste und Chorherren aufgestellt. Sie sind vor allem für die Stiftsgeschichte von großer Bedeutung. Ebenfalls erwähnenswert ist noch das große hölzerne Totenschild für Propst Dr. Ulrich Zürcher (gestorben 1663 in Augsburg). Auch hat sich noch ein gemaltes Epitaph aus dem Jahre 1327 im linken Seitenschiff, welches jetzt eine Lourdesgrotte enthält, erhalten.

### St.-Anna-Kapelle
Die spätgotische St.-Anna-Kapelle wurde 1518 geweiht und ist im Friedhof an den Hochchor angebaut. Das ursprüngliche Gewölbe ist nicht mehr erhalten und wurde wahrscheinlich 1529 beim Türkensturm in Mitleidenschaft gezogen. 1632 erhielt sie eine flache Holzdecke. Sie ist seit der Stiftsaufhebung profaniert und diente in der Vergangenheit auch als Karner. Heute ist sie noch als Aussegnungshalle in Verwendung.

### Kanzel
Die Kanzel stammt aus dem Jahre 1796 und wurde 1820 mit vier Ölbildern der Evangelisten ergänzt. Sie sind Werke des Waidhofener Malers Franz Kandler.

### Orgel

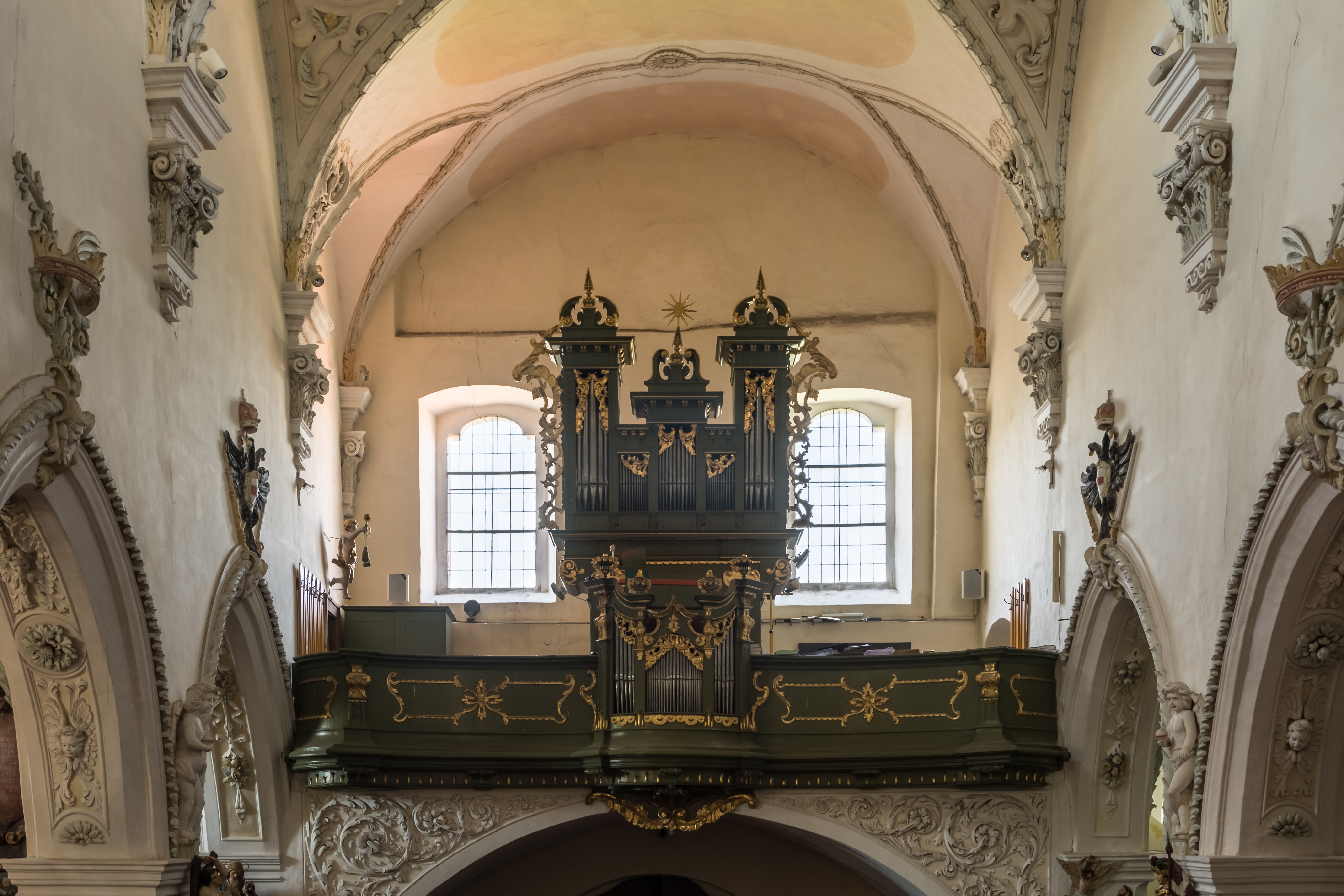
Orgelprospekt mit Rückpositiv

Die Errichtung der Orgel fällt mit 1620, wie auch der Großteil der Innenausstattung der Kirche, in das 17. Jahrhundert und wurde vom bekannten Passauer Orgelmacher Johann Georg Freundt durchgeführt. Diese wurde ursprünglich ohne Pedal erbaut und besaß nur ein Manual. 1770 wurde die Orgel mit einem zweiten Manual, einem Pedalwerk und einem Rückpositiv ganz im Stil des Rokoko vom Orgelbauer Philipp Dorninger aus Aschbach erweitert. 1807 war eine Reparatur der im Rahmen des zuvor durchgeführten Turmbaues beschädigten Orgel notwendig geworden. Das Hauptwerk zählt zu den ältesten erhaltenen Orgelwerken Österreichs.
| Flöte 8′         | Holz | C-H gedeckt, c-c′′′ offen |
| Principal 4′     | Zinn | (Prospekt)                |
| Spitzflöte 4′    | Zinn |                           |
| Quint 2⅔′        | Zinn |                           |
| Octave 2′        | Zinn |                           |
| Octave 1′        | Zinn |                           |
| Mixtur 3fach 1⅓′ | Zinn |                           |

| Gedackt 8′       | Holz |                              |  |
| Flöte 4′         | Holz | C-h′ gedekct, c′′-c′′′ offen |  |
| Principal 2′     | Zinn |                              |  |
| Mixtur 2fach 1⅓′ | Zinn |                              |  |

| Subbass    | 16′ | Holz | gedeckt |
| Octavbass  | 8′  | Holz | offen   |
| Quintbass  | 5⅓′ | Holz | offen   |
| Flötenbass | 4′  | Holz | offen   |

### Stiftsgebäude
Die ehemalige Propstei und die zugehörigen Gebäude werden heute landläufig als Schloss bezeichnet. Sie bilden einen Komplex bestehend aus drei Flügeln, welcher über den Kreuzgang mit der Stiftskirche verbunden ist. Diese Gebäude dienten vor allem den Chorherren und Vikaren als gemeinsame Räumlichkeiten und beinhalten z. B. den Speisesaal. Die Chorherren selbst hatten, soweit es ihre Pfründen und Besitzverhältnisse ermöglichten, ihr eigenes Haus in der unmittelbaren Umgebung des Stiftes. Der vordere Trakt längs der Straße mit dem Eingangstor wurde im 17. Jahrhundert von Propst Melchior von Pergen erbaut und beinhaltete ursprünglich die Wohnung des Propstes. Die Stiftsgebäude befinden sich nach der Aufhebung 1784 und dem Verkauf 1813 an Graf Alois von Geniceo in Privatbesitz. Bei Restaurierungsarbeiten wurde eine übermalte Sonnenuhr im nunmehr genannten Schloßhof wieder freigelegt und verlorene Bereiche wieder fachmännisch ergänzt.
Neben den bereits erwähnten Stiftsgebäuden lassen sich noch weitere dem Stift zugehörige Gebäude sowie einige der Wohnhäuser der Chorherren und Vikare im Ort anhand des Urbars aus der zweiten Hälfte des 15. Jahrhunderts nachweisen. So können unter anderem die ehemalige Stiftsschule, die Dechantei (= Amtssitz und Wohnung des Dechan) und der Bauhof noch auf heute bestehende Gebäude zurückgeführt werden.
Noch prominent im Ort sichtbar ist der ehemalige Schüttkasten des Stiftes. Eine Inschrift mit dem Stiftswappen gibt seine Entstehungszeit mit 1730 an.

## Dignitäten
(Quelle:)

### Propst
Der Propst von Ardagger war entweder ein Domherr von Freising oder später von Passau. Der Propst erhielt als Leiter des Kapitels zwei Pfründen und repräsentierte das Stift nach außen, musste aber auch für die Unterbringung und Bewirtung von Gästen sorgen, soweit deren Anzahl an Pferden nicht 12 überstieg. Da keine Residenzpflicht für ihn bestand, war dieser auch selten im Stift anwesend, sodass seine Aufgaben hauptsächlich vom Dekan oder einem vom Propst bestimmten Amtsmannes wahrgenommen wurden. Bei seiner Investur war der Propst laut den Statuten von 1356 verpflichtet ein seidenes Tuch im Werte von zwei Mark Silber für die Stiftskirche anzuschaffen, um dem offensichtlichen Mangel an Paramenten Abhilfe zu schaffen.
Insgesamt sind 57 Pröpste von Ardagger namentlich bekannt, wobei die ersten drei Pröpste, sowie der 17. nicht urkundlich belegt werden können. Deren Namen sowie die Jahreszahlen stützen sich auf 34 Bildnisse, welche die Pröpste von Ardagger zeigen und früher im Speisesaal des Stiftes, jetzt aber in der Sakristei aufgehängt sind.
|    | Name                                  | Jahre          |
| -- | ------------------------------------- | -------------- |
| 1  | Rupertus                              | 1050           |
| 2  | Johannes                              | 1080           |
| 3  | Petrus                                | 1124           |
| 4  | Balduin                               | c.1138         |
| 5  | Ulrich von Harthausen                 | 1149–1190      |
| 6  | Conrad Seligkind                      | 1190-?         |
| 7  | Ortolf                                | 1200, 1203     |
| 8  | Ulrich                                | zw.1206 u.1215 |
| 9  | Hartmann                              | 1215           |
| 10 | Eberhard                              | 1219           |
| 11 | Heinrich                              | 1225–1236      |
| 12 | Leopold                               | 1241–1257      |
| 13 | Friedrich von Montalban               | 1259–1279      |
| 14 | Hermann                               | 1280–1296      |
| 15 | Hugo                                  | 1300–1303      |
| 16 | Conrad von Brauneck                   | 1308–1315      |
| 17 | Arnest                                | 1327           |
| 18 | Leutold Graf von Schaumberg           | 1325           |
| 19 | Otto Graf von Schaumberg              | 1343–44        |
| 20 | Jakob von Kirchberg                   | 1344           |
| 21 | Ulrich von Massenhausen               | 1345           |
| 22 | Conrad Graf von Schaumberg            | 1350–57        |
| 23 | Berthold von Fraunberg                | 1358-?         |
| 24 | Wilhelm von Fraunberg                 | 1377–89        |
| 25 | Friedrich von Fraunberg               | 1395           |
| 26 | Stephan Schilbatz                     | 1395–1401      |
| 27 | Egilof Fridpold                       | 1404–1428      |
| 28 | Johann Thomas von Creyvelt            | 1428–1439(?)   |
| 29 | Heinrich Greinbacher                  | 1441           |
| 30 | Heinrich Fleckl                       | 1446–62        |
| 31 | Wilhelm Schwalb (zu Tölz)             | 1462–71        |
| 32 | Petrus Ridler                         | 1471–77        |
| 33 | Leonhard Mautner von Katzenberg, jun. | 1477–78        |
| 34 | Georg Hohenfelder von Schlüsselberg   | 1474–83        |
| 35 | Heinrich von Silberberg               | 1485–1508      |
| 36 | Ferenberger                           | 1508–19        |
| 37 | Franziskus                            | 1520–49        |
| 38 | Christoph von Cadilegio               | -1551          |
| 39 | Martin Bodenarius                     | -1551 -?       |
| 40 | Jakob                                 | 1557–1560      |
| 41 | Christoph von Mansing                 | 1560–65        |
| 42 | Oswald Grübler (Dr.)                  | 1567–84        |
| 43 | Andreas Birk                          | 1584–88        |
| 44 | Matthias Resch von Reschbach          | 1591–1615      |
| 45 | Johann Caspar Stredele von Montani    | 1616–42        |
| 46 | Ulrich Zürker                         | 1642–62        |
| 47 | Melchior Freiherr von Pergen          | 1662–1700      |
| 48 | Franz Ferdinand von Rummel            | 1700–1706      |
| 49 | Johann Ludwig Pabutin von Bussi       | 1706–14        |
| 50 | Wilhelm von Leslie                    | 1714–16        |
| 51 | Ignaz von Lovina                      | 1716–17        |
| 52 | Phillip Ludwig von Sinzendorf         | 1717–26        |
| 53 | Ferdinand Ottokar von Starhemberg     | 1726–29        |
| 54 | Franz Alois von Lamberg               | 1729–32        |
| 55 | Leopold Ansgar von Starhemberg        | 1732–52        |
| 56 | Johann Joseph von Trautson            | 1752–57        |
| 57 | Josef Franz von Auersperg             | 1757–83        |

### Chorherren
Das sogenannte Kapitel bestand aus 12 Chorherren, welche die Seelsorge der umliegenden Pfarren und die Aufgaben an der Stiftskirche, wie das Stundengebet und Abhalten von Messen aufgrund von Seelgerätstiftungen, verrichteten. Ein Chorherr erhielt eine Pfründe. Des Weiteren bekleideten einzelne Chorherren bestimmte Ämter für die verschiedenen Aufgaben im Stift. In den Statuten, welche im Jahr 1356 aufgrund von Streitereien zwischen dem Propst und den Chorherren notariell vereinbart wurden, finden sich ein Dekan, Kellerer, Kustos, Scholastikos und Forestarius. Diese Ämter wurden unter den Chorherren mittels einer Wahl bestimmt. Das Kapitel wählte auch die Exspektanten auf freiwerdende Präbenden selbst. Den Chorherren stand es auch frei ihre Pfründen untereinander zu verkaufen oder vererben. Dies führte im Laufe der Zeit zu einer ungerechten Verteilung des Vermögens und folglich zu Streitereien innerhalb des Kapitels, welche nur zum Teil mit den genannten Statuten beigelegt werden konnten. Nicht alle Mitglieder des Kapitels waren zur ständigen Anwesenheit im Stift verpflichtet, sodass die Vita communis in Ardagger nicht wirklich gelebt wurde. Zum Fest der Schutzpatronin der heiligen Margaretha waren aber alle Kapitelmitglieder unter Androhung von Einkunftseinbußen zur Anwesenheit verpflichtet.

### Dekan
Der Dekan stand dem Propst zur Seite und vertrat das Stift in seinen Belangen während der Abwesenheit des Propstes. Er wurde von den Chorherren und dem Propst gewählt, wobei der Propst das Recht der ersten Stimme innehatte. Der Dekan bezog neben dem Propst auch zwei volle Pfründen für seine Tätigkeiten. Er leitete das Chorgebet und war laut Statuten auch angehalten über dessen Aufrechterhaltung zu wachen. Sein Amtssitz befand sich in der unmittelbaren Nähe des Stiftes gelegenen sogenannten Dechantei. Seit 1453 zählt diese zu den Choralia, welche nicht vererbt oder veräußert werden durften.

### Kellerer
Der Kellerer, auch Cellerarius genannt, hatte einen sehr umfangreichen Aufgabenbereich. Er war für die dem Stift zugehörigen Liegenschaften und die dadurch erhaltenen Einkünfte zuständig. Er verteilte auch die jeweiligen Bezüge der Chorherren. Nur die Zuteilung der Menge des Weins wurde durch das Los bestimmt. In seine Kasse flossen auch Steuern, diverse Geldabgaben sowie Gerichtswandel, welche an das Kapitel zu leisten waren. Für diese Tätigkeit durfte er auch einen Teil für sich als Entlohnung einbehalten. Einmal im Jahr war er gegenüber dem Kapitel zur Rechnungslegung verpflichtet. Die Wahl des Kellerers erfolgte durch die Chorherren selbst ohne Mitsprache des Propstes.

### Kustos
Zu den Aufgaben des Kustos gehörte die Obsorge über das Sacrarium und die Kirche selbst. Er nahm auch etwaige Natural- oder Geldopfer entgegen, wofür er wie der Kellerer einmal jährlich Rechnung zu legen hatte. Seine Wahl erfolgte ebenfalls vom Kapitel selbst.

### Scholastikos
Der Scholastikos wurde nicht durch die Wahl bestimmt, sondern sein Amt ging mit einer bestimmten Präbende, der sogenannten Scholasterie, einher. Seine Aufgabe war es über die Einhaltung des Stundengebetes zu wachen. Er leitete die Stiftsschule, in welcher neben der theologischen Ausbildung, die Jungen auch im Choralgesang unterrichtet wurden.

### Forestarius
Dieser wurde vom Kapitel selbst bestimmt und war für Aufsicht der sich im Besitz des Stiftes befindlichen Wälder verantwortlich. Er musste nicht zwingend ein Chorherr oder Geistlicher sein. Er wachte unter anderem über die Menge an Holz, welche geschlagen werden durfte.

### Vikare
Die Vikare waren an der Stiftkirche angestellt und bezogen hierfür ein fixes Entgelt. Sie übernahmen zahlreiche Tätigkeiten der Chorherren, wie z. B. die Seelsorge der inkorporierten Pfarren oder das Stundengebet. Nach der Umwandlung in eine Realpropstei wurden die ursprünglichen Aufgaben der Chorherren gänzlich nur mehr von Vikaren wahrgenommen. Der letzte Vikar von Stift Ardagger wurde nach der Aufhebung 1784 als erster Pfarrer angestellt, resignierte aber bereits nach einem Jahr wieder.